# Rue Saint-Étienne (Lille)
Pour les articles homonymes, voir Rue Saint-Étienne.
La rue  Saint-Étienne  est une rue de Lille, dans le Nord, en France.

## Situation et accès
Située dans le quartier de Lille-Centre, la rue Saint-Étienne relie la Rue Esquermoise à la Rue de l'Hôpital-Militaire.
Ce site est desservi par la station de métro Rihour.
C'est une voie piétonne dont l'accès est imité aux véhicules de livraison.

## Origine du nom
La rue est ainsi nommée car elle débouchait sur la rue Esquermoise en face de l'ancienne église Saint-Étienne détruite par un incendie pendant le siège de 1792.

## Historique
La rue est percée en 1592 à l'emplacement de l'hôtel de Beaurepaire. Son ouverture amène la création de la rue des Deux-épées qui la reliait à la rue de Tenremonde plus anciennes.

## Bâtiments remarquables et lieux de mémoire
- Hôtel Beaurepaire au no 4 daté de 1572 seul édifice de style Renaissance à Lille (restaurant Le Compostelle)
- La maison sise au no 62 est inscrite à l'inventaire des monuments historiques par un arrêté du 21 décembre 1984[2].
- La maison sise au no 60 est inscrite à l'inventaire des monuments historiques par un arrêté du 21 décembre 1984[3].
- Le complexe du Nouveau Siècle de Lille a remplacé le projet du « Diplodocus ». C'est une propriété du Conseil régional des Hauts-de-France.

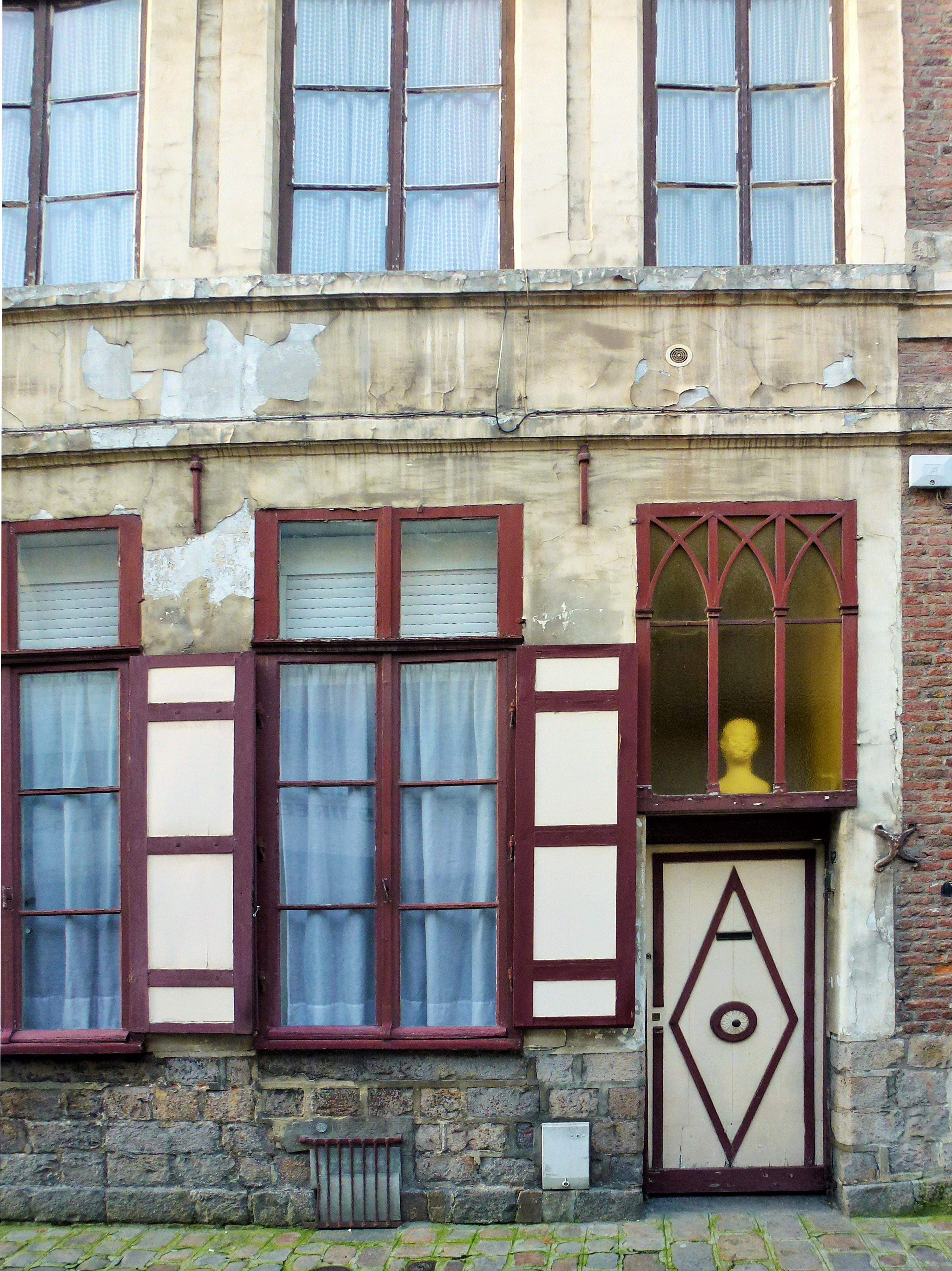
Maison 62 rue Saint-Étienne
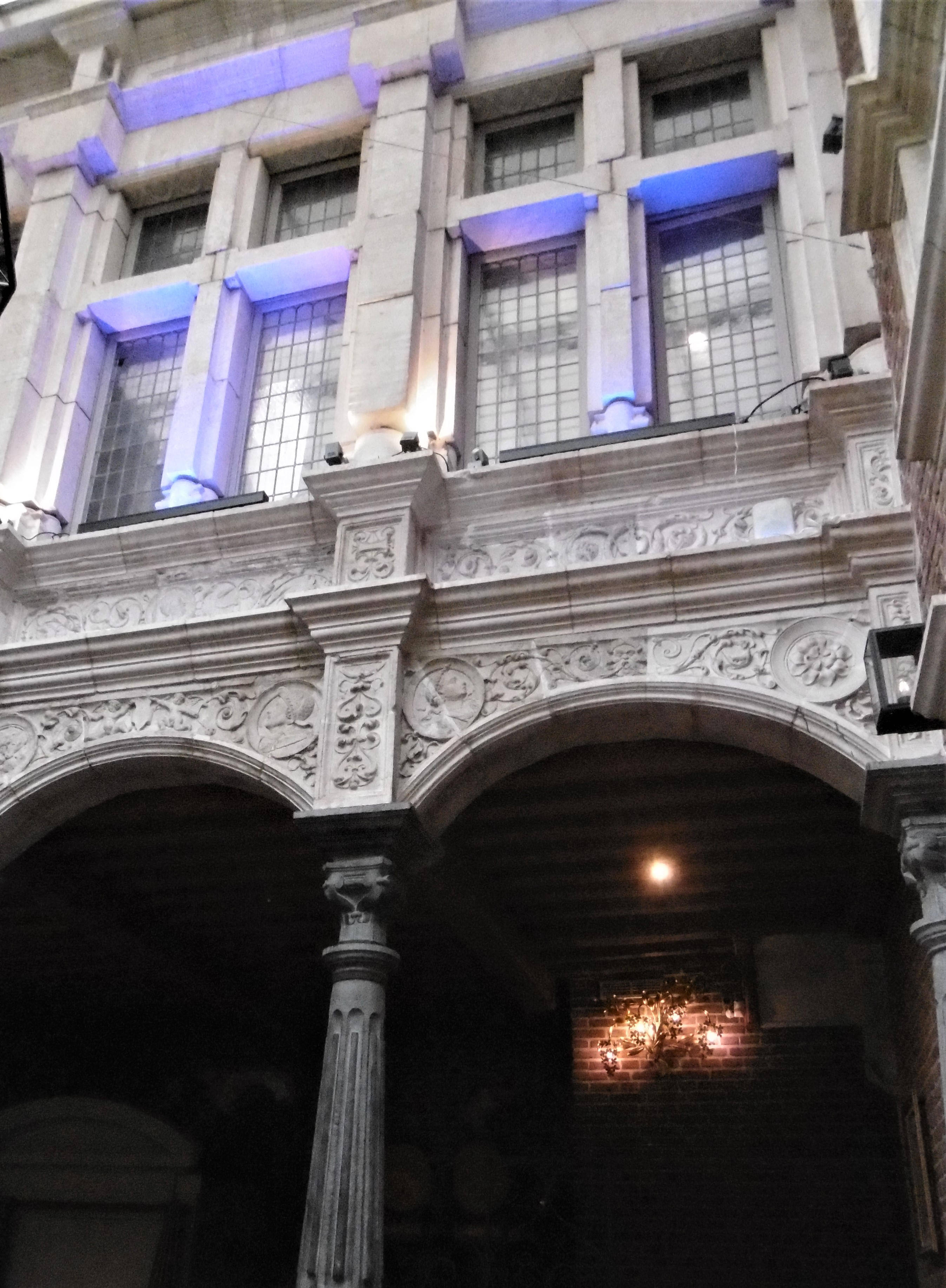
Hôtel Beaurepaire 4 rue St-Etienne